# زاوه‌کوه
زاوه‌کوه یا زاوا کیو روستایی از توابع بخش مرکزی شهرستان بوکان در استان آذربایجان غربی ایران است.

## جمعیت
این روستا در دهستان ایل‌گورک قرار دارد و براساس سرشماری مرکز آمار ایران در سال ۱۳۸۵، جمعیت آن ۳۷۱ نفر (۵۷ خانوار) بوده‌است.